# Désert de Tabernas
Le désert de Tabernas est un désert situé en Espagne dans la province d'Almería, environ 30 kilomètres au nord de la capitale Almería, dans la municipalité de Tabernas. Avec un climat désertique froid (BWk dans la classification de Köppen), il s'agit, sur le plan climatique, de l'unique véritable désert d'Europe occidentale. La superficie occupée par le désert est en expansion constante en raison du réchauffement climatique. Une partie du désert est protégée comme une région sauvage, le parc naturel du désert de Tabernas, depuis 1989, qui s'étend sur 280 kilomètres carrés.

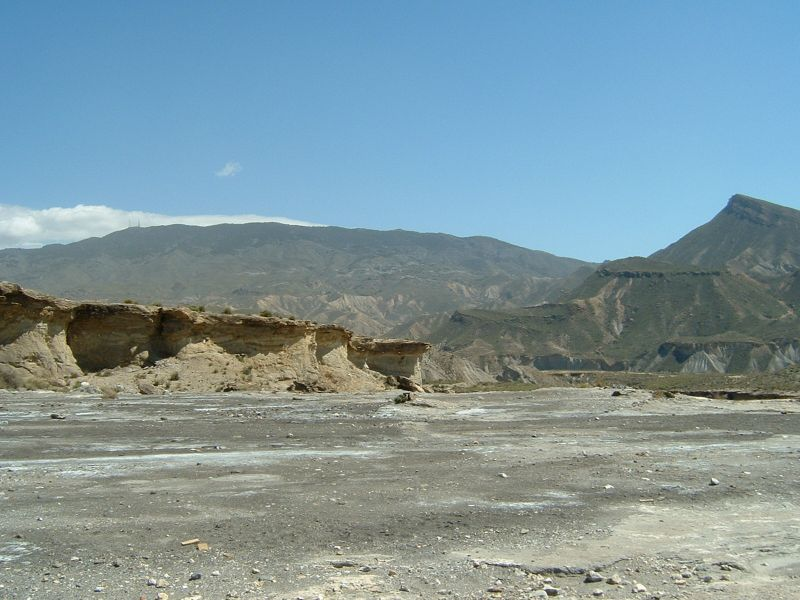
Le désert de Tabernas.
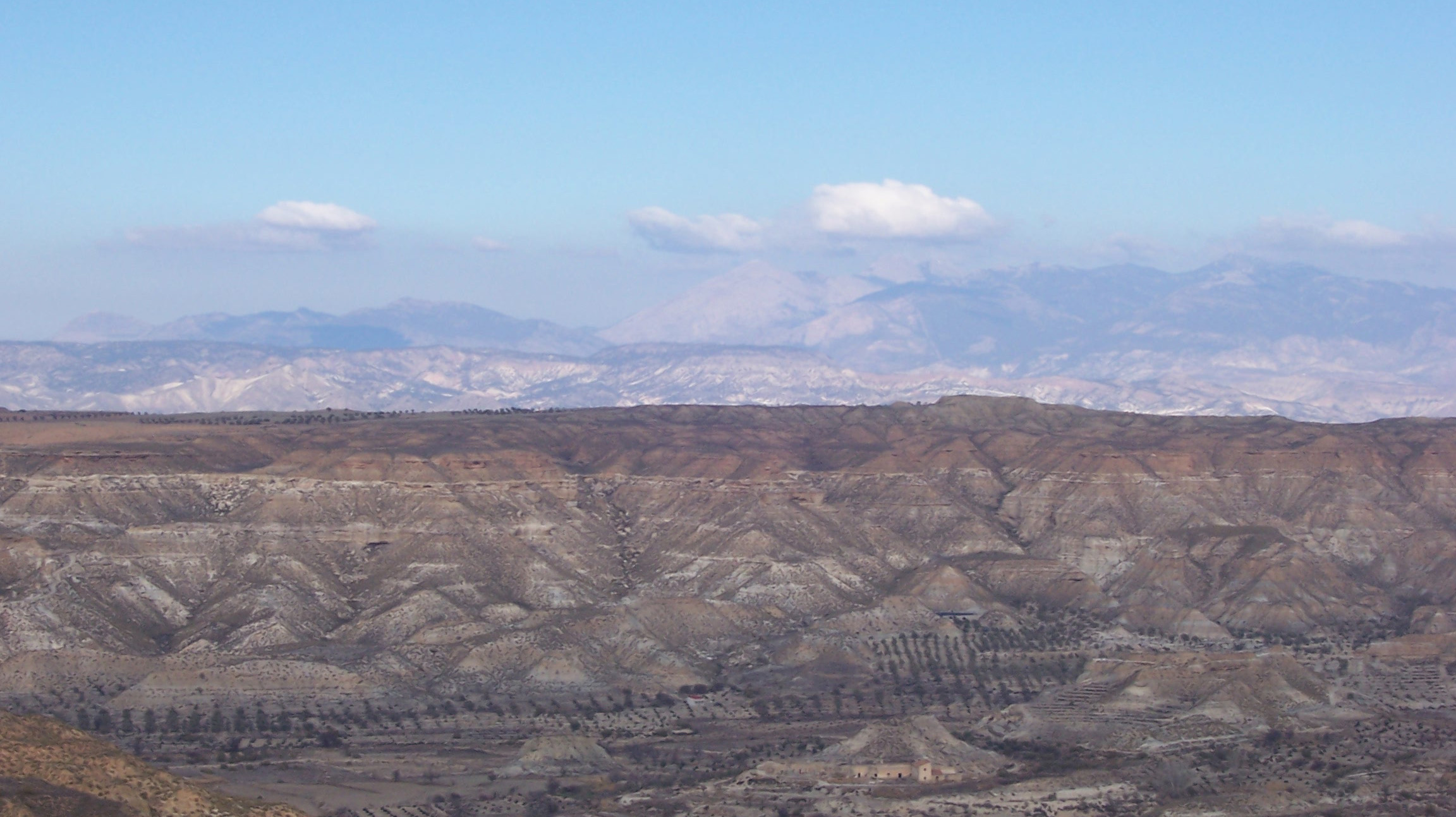
Vue des Badlands sur le plateau de Grenade.
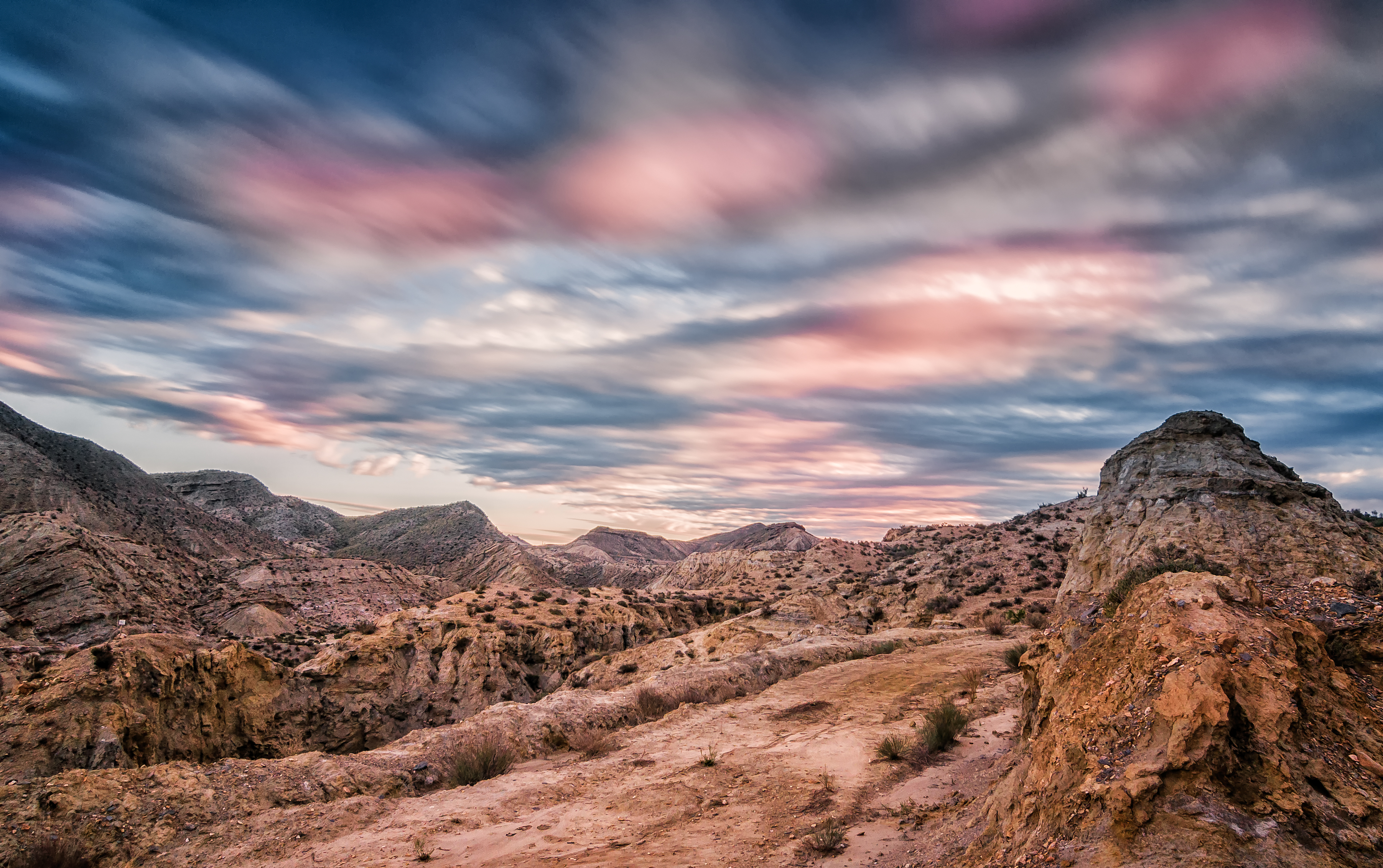
Quelque-part dans le désert de Tabernas. Janvier 2017.

Le désert de Tabernas est situé entre la Sierra de los Filabres au nord, la Sierra Alhamilla au sud-sud-est et la Sierra Nevada à l'ouest. Une partie du désert appartient à la Sierra Alhamilla (dotée d'une végétation luxuriante composée d'un bois de chênes verts et de reboisements de pins des bois, avec une grande diversité biologique : thym, figuiers, laurier-rose, hérons, faucons pèlerins, aigles, hiboux, renards, hérissons, lapins, lièvres, lézards, serpents...).

## Climat

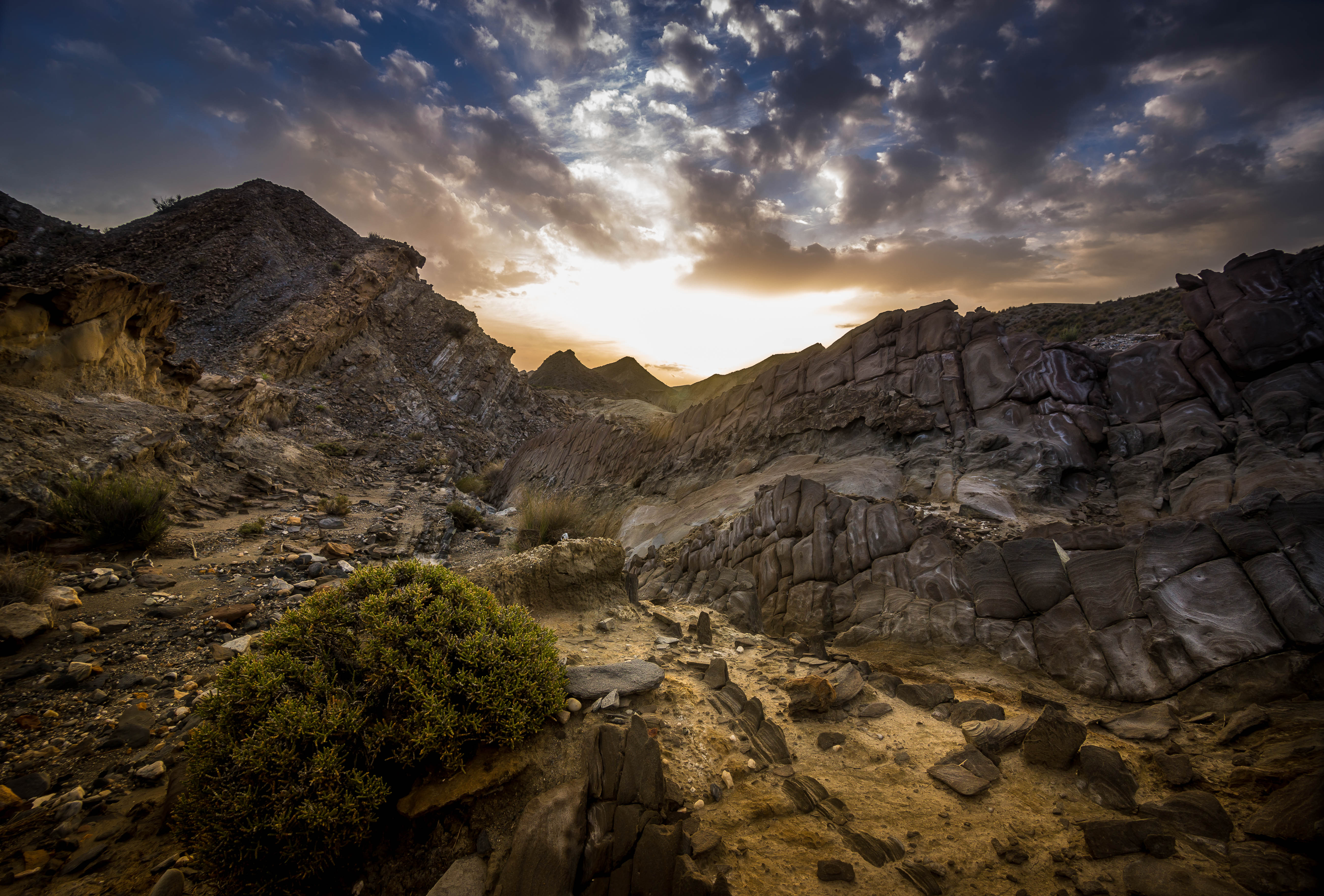
Lever de soleil sur le désert de Tabernas.

Le désert de Tabernas est isolé des vents humides de la mer Méditerranée, dans une zone avec peu de pluie connue sous le nom de Levante.
Dans les zones basses du bassin de Tabernas (vers 400 mètres au-dessus du niveau de la mer), la température annuelle moyenne est d'environ 17,9 °C. En hiver, les températures descendent rarement en dessous de 0 °C la nuit, alors que les maximums diurnes en été dépassent chaque année les 40 °C. Les précipitations annuelles moyennes sont légèrement supérieures à 20 cm avec seulement un tiers d'entre elles pendant la saison chaude (mai à octobre). L'ensoleillement moyen annuel est d'environ 3 000 heures.
Le climat du désert de Tabernas, en deçà de l'altitude de 800-900 mètres, est un climat désertique froid (BWk dans la classification de Köppen) avec un hiver frais où la moyenne du mois le plus froid s'établit entre 0 °C et 10 °C et un maximum de sécheresse en été.
Ces caractéristiques sont accentuées par l'effet de foehn.
Au-delà de 800-900 mètres environ, les précipitations augmentent, rendant la saison sèche d'été plus courte, et les températures baissent simultanément : à partir de ces altitudes, le climat devient soit méditerranéen soit, aux plus hautes altitudes, tempéré froid.

## Énergie solaire
La plate-forme solaire de Tabernas (es) (ou plate-forme solaire d'Almeria), la plus grande d'Europe, a été installée pour mener des expériences sur l'énergie thermique solaire. Une recherche de haute technologie y est effectuée.

## Géologie et biologie

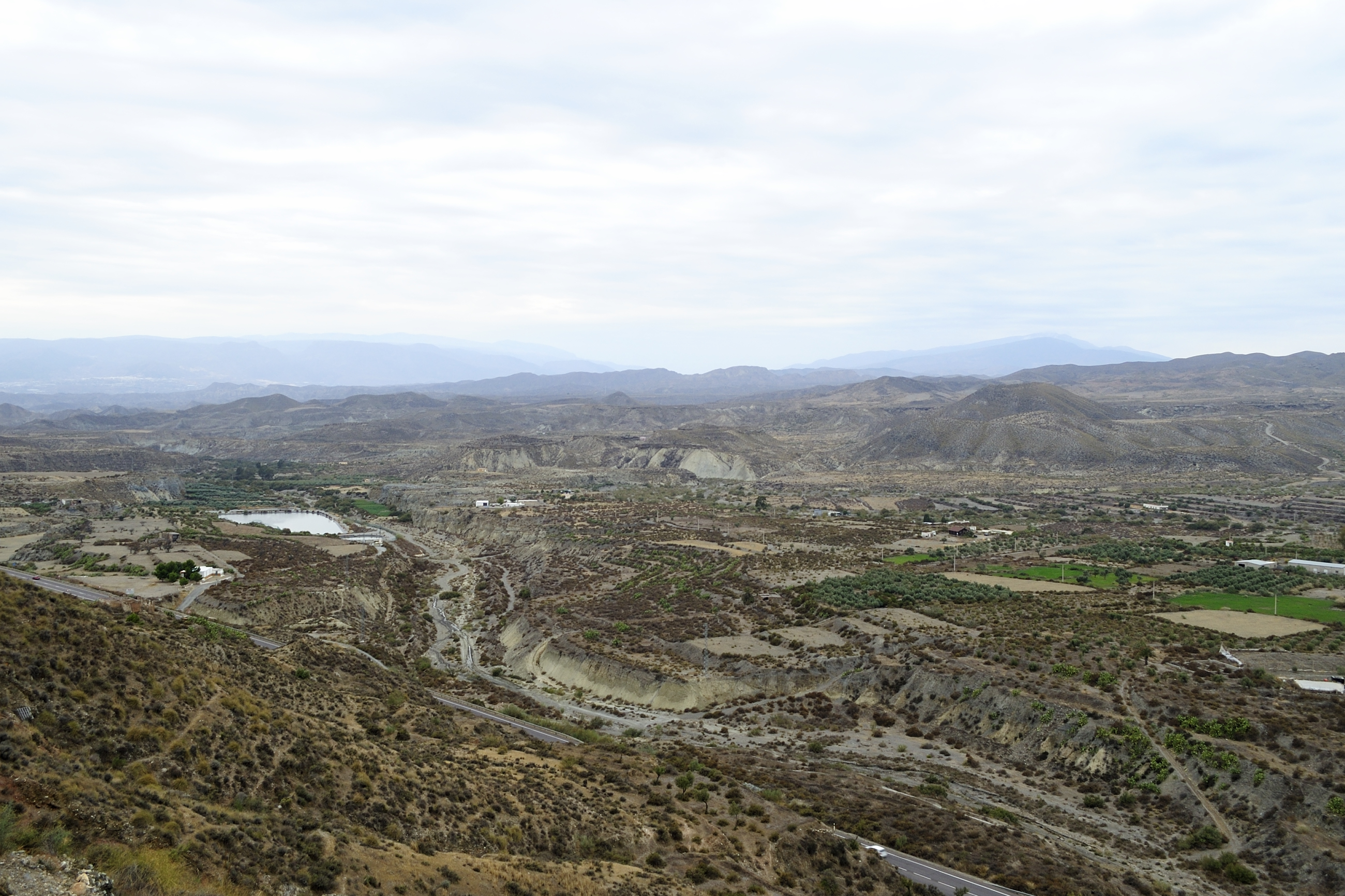
Panorama

Il y a des millions d'années, le corridor entre la Sierra Alhamilla et la Sierra de Filabres a été couvert par la mer Méditerranée. Au fil du temps, le niveau de la mer Méditerranée a diminué et a fini par devenir un bassin sédimentaire.
Ainsi, dans cet ancien fond marin ont été accumulés sable, argile, limon… et le soleil, le vent et la pluie (rare et torrentielle) ont modelé avec l'érosion ces dépôts pour créer l'impressionnant désert de Tabernas tel qu'on le connaît aujourd'hui avec son paysage caractéristique des badlands.
Les arroyos formés par les pluies torrentielles abritent la végétation rare, ainsi que la faune telle que les martinets, les hérissons, les choucas, les gangas à queue piégée, les grives bleues, les courlis cendrés, les pinsons trompettes et les alouettes huppées..
Désormais, en raison du défrichement à outrance exercé par l’homme et de sa protection tardive à partir de 1989, ce n’est plus qu’un immense désert.[réf. nécessaire]

## Flore et faune
Le désert est bien doté en végétation pour un désert. Des plantes telles que la lavande marine (Limonium insignis), qui vacillent au bord de l’extinction, parviennent à s’épanouir dans l’environnement aride du désert. En hiver, le paysage du désert devient blanc lorsque le linaire (Nigricans lange) fleurit. On y trouve des spécimens de scorpions jaunes (Buthus occitanus), de tarentules (Lycosa tarentulla) et de veuves noires (Latrodectus tredecimguttatus) Bien qu’il ne soit pas mortel comme la veuve noire américaine. Les zones côtières ont des herbiers moins fréquents, comme Echiichthys vipera et Tachinus dracco, qui vivent généralement sous le sable.

## Reptiles et amphibiens
La population reptilien du désert comprend la couleuvre à échelons, le lézard à pattes d’épines et le lézard ocellé. Les grenouilles des marais, les crapaud calamite et les terrapins habitent les zones humides du désert.

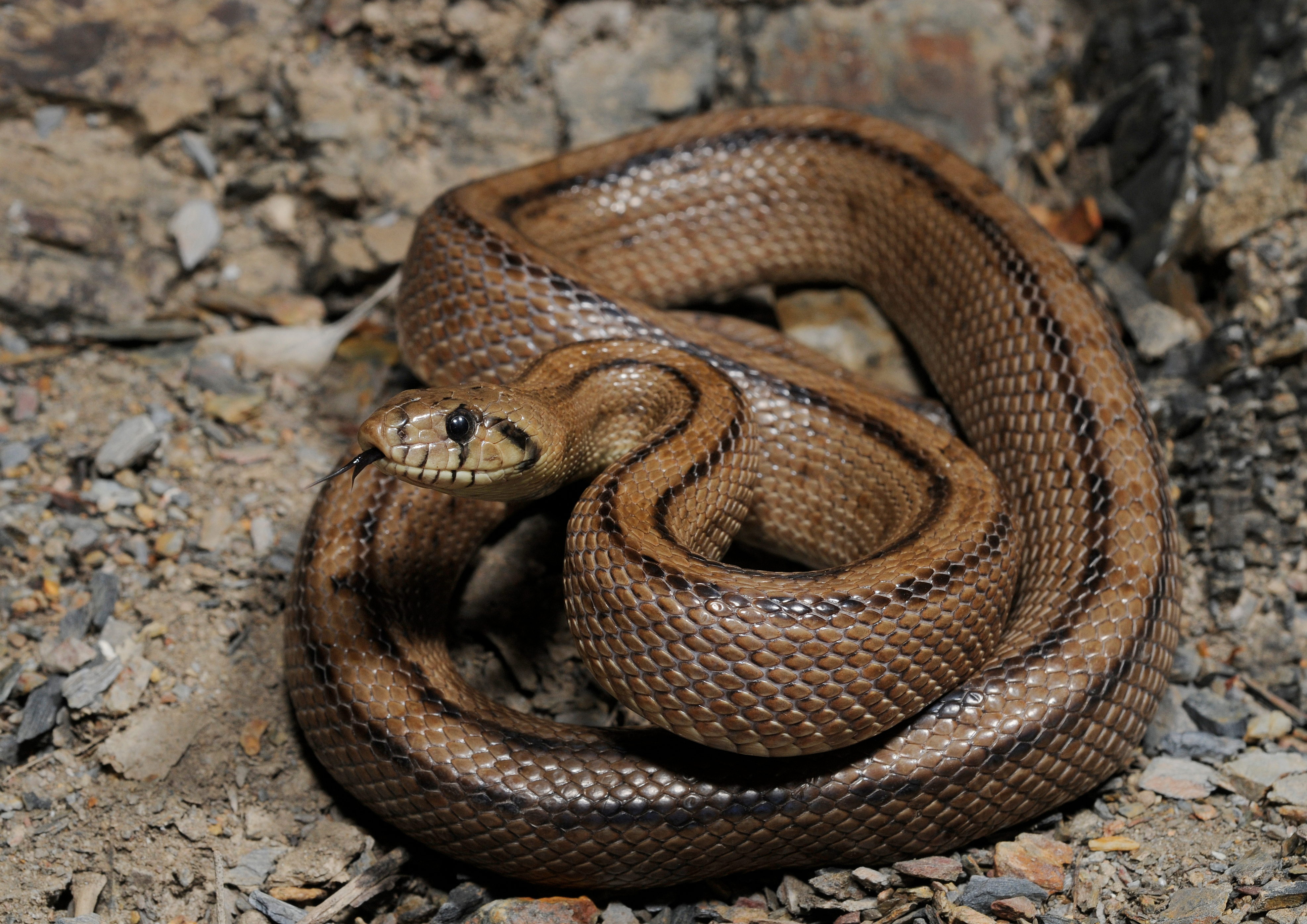
La couleuvre à échelons
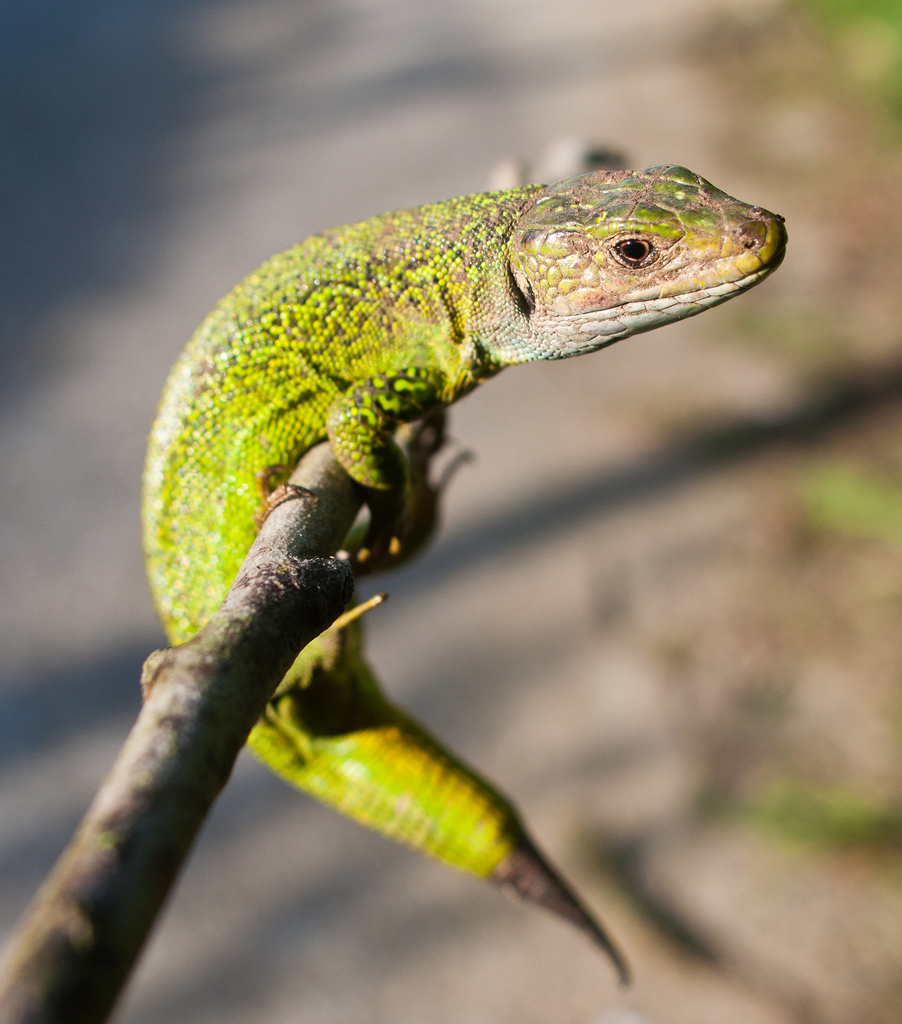
Le Lézard ocellé

## Oiseaux
Des oiseaux de proie comme l’aigle de Bonelli et le faucon pèlerin parcourent les cieux du désert. Les chasseurs de Kestrel et hibou cornu sont des chasseurs moins connus. Des espèces comme la grive bleue, moineau des roches, bruant fou habitent les zones rocheuses du désert alors que Parulines, chardonnerets, loriots dorés et serin préfèrent le ramblas près des lits de rivière secs.

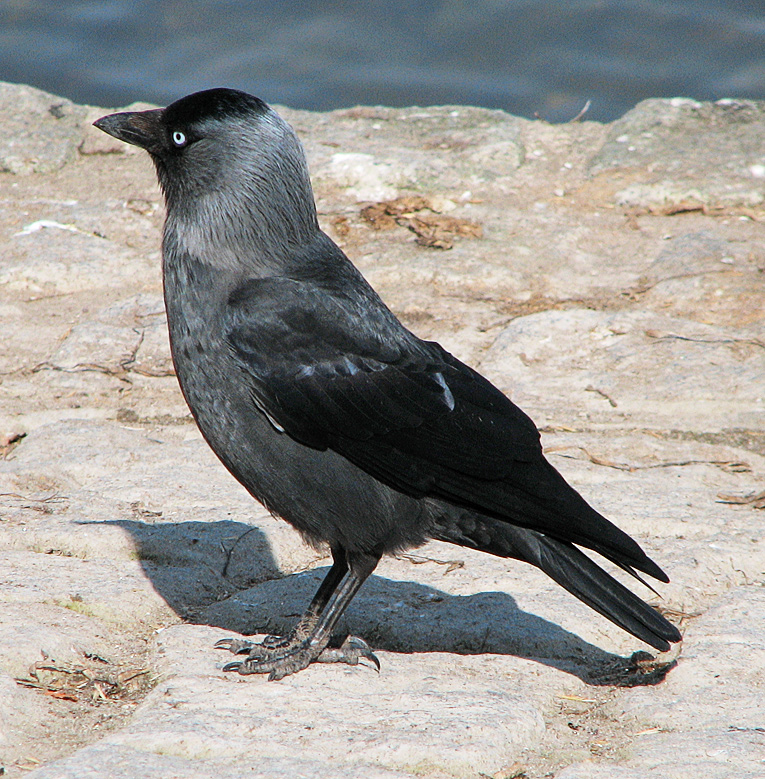
Le choucas des tours
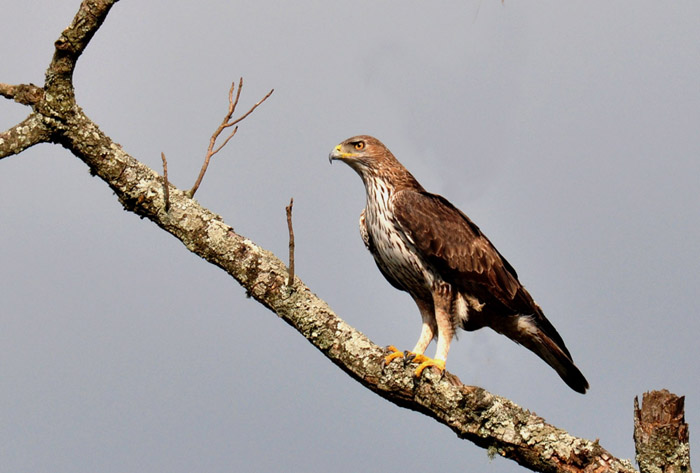
L'aigle de Bonelli

## Mammifères
Le désert ne compte pas un grand nombre d’espèces de mammifères, avec un total d’environ 20. Le hérisson d'Algérie est, outre les espèces importantes de lapin, lièvre et souris dorée, l’un des mammifères les plus importants qui habitent la région.

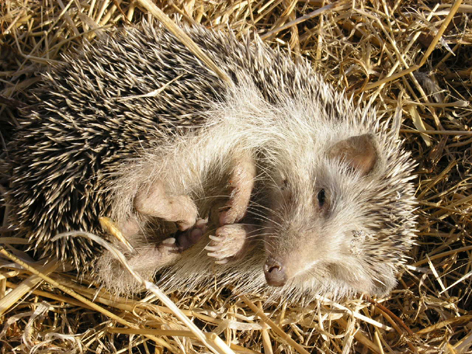
Le hérisson d’Algérie

## Films

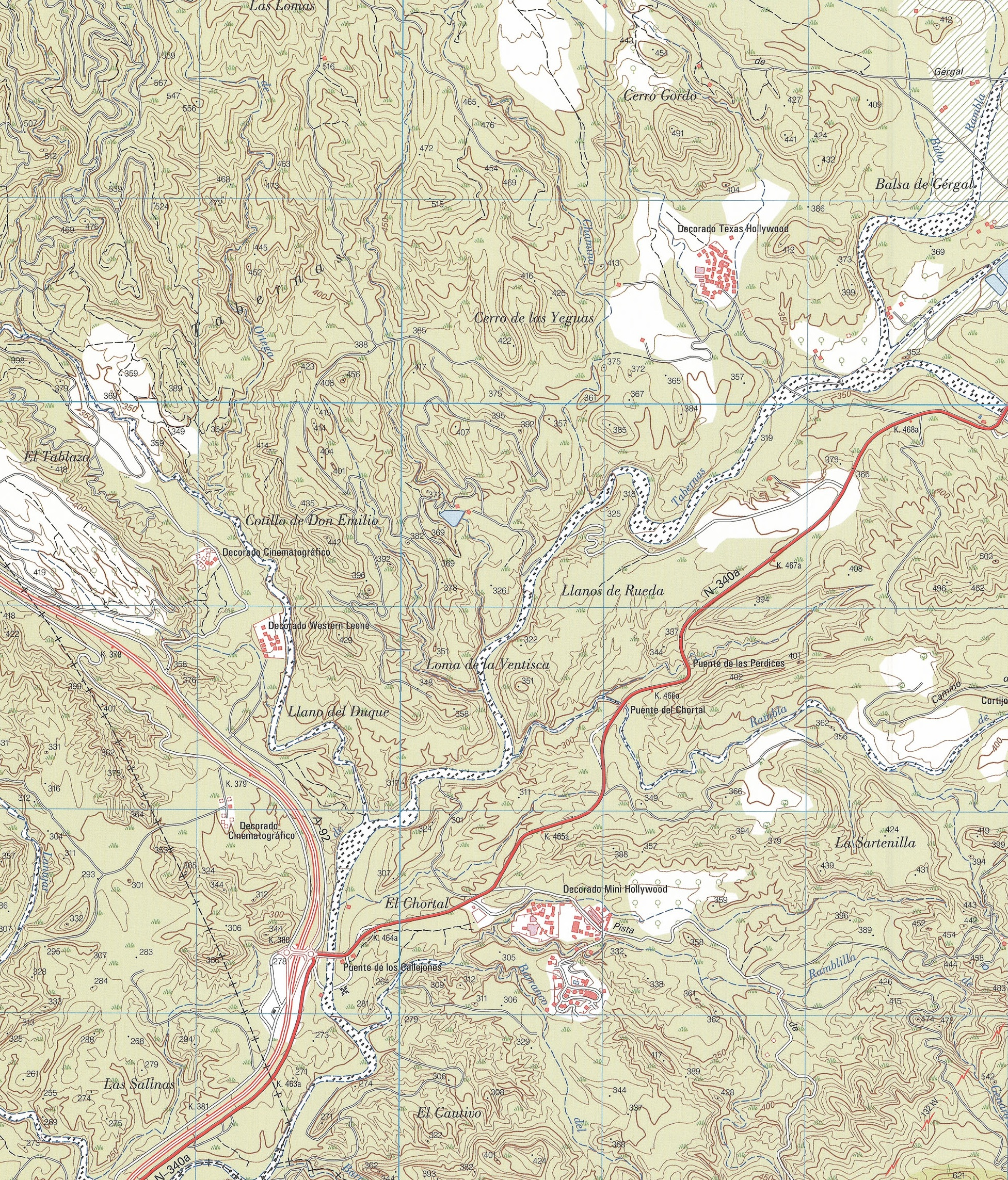
Carte montrant les différents plateaux de tournage construits à l'ouest de Tabernas.

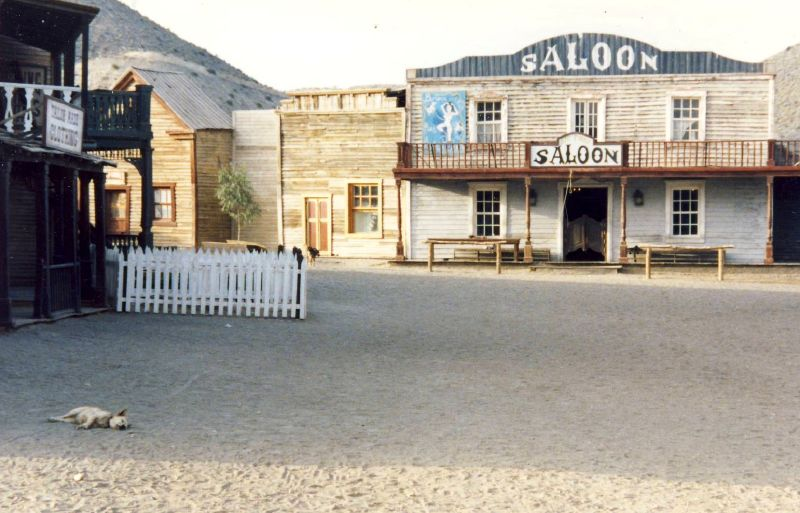
Décor du film Le Bon, la Brute et le Truand tourné en 1966.

Le désert de Tabernas, en raison de ses similitudes avec les déserts de l'Ouest américain et de l'Afrique du nord ou les déserts arabes avec leurs paysages lunaires, a servi depuis les années 1950 au tournage de nombreux films, séries, publicités et westerns. Plus de 300 films ont été tournés dans ce désert, la plupart des westerns. Parmi les œuvres majeures qui y ont vu le jour peuvent se compter Un taxi pour Tobrouk, Lawrence d'Arabie, Indiana Jones, Le Bon, la Brute et le Truand[source insuffisante]. De nos jours, beaucoup de clips vidéo et de publicités télévisées sont tournées, plus rarement un film ou une série télévisée.
En raison de l'importance du site pour le 7ème art, l'Académie européenne du cinéma a ajouté en 2020 ce désert espagnol à la liste des Trésors de la culture cinématographique européenne.
Il y  eut jusqu'à 14 poblados (villages) de western à la grande époque des westerns spaghettis.
Trois poblados sont encore en activité : Fort Bravo Texas Holywood (300 000 m²) sert encore aux tournages tandis que Mini Holywood Oasys (300 000 m² avec un zoo) et Western Leone (86 000 m²) ne sont plus utilisés que pour le tourisme.
Les 11 autres ont progressivement été laissés à l'abandon malgré leur intérêt historique et leur potentiel touristique : les anciens lieux de tournage Tabernas Desert Film Studios, Almería Film Studio (anciennement connu sous le nom de Estudios de Almería), Desert Film Studios, Agua Amarga Film Studio, Estudio de Cine en el Desierto, El Rancho, le site El Tarajal, le site de production et tournage La Cañada de Baza, le site de tournage et d'événements liés au cinéma dans le désert Sesenta, la Cine Escuela de Almería (école de cinéma et lieu de tournage) et Mini Hollywood Rio, un centre de loisirs basé sur l'univers des westerns.